# Winklern bei Oberwölz
Winklern bei Oberwölz là một đô thị thuộc huyện Murau thuộc bang Steiermark, nước Áo. Đô thị Winklern bei Oberwölz có diện tích 68,75 km², dân số thời điểm năm 2005 là 879 người.